# ۲۴۹ (قمری)
سال ۲۴۹ هجری قمری.این سال با چهارشنبه آغاز می‌شود. نخستین روزش برابر است با ۹ اسفند ۲۴۱ هجری خورشیدی و ۲۴ فوریه ۸۶۳ (میلادی). 